# Flitton
Flitton est un petit village anglais du Central Bedfordshire. Avec Greenfield, il constitue la paroisse civile de Flitton and Greenfield (en).
Le village a été atteint par l'éruption de tornades du 23 novembre 1981 (en), la plus grande éruption de tornades de l'histoire européenne.